# Peccati in famiglia
Peccati in famiglia (engelsk titel Scandal in the Family), är en italiensk erotisk dramafilm från 1975 i regi av Bruno Gaburro. Huvudrollerna spelas av Michele Placido, Simonetta Stefanelli, Jenny Tamburi och Renzo Montagnani.

## Handling
Industrimannen Carlo anländer till sin villa i Piacenza för att tillbringa semestern med sin fru Piera och hans dotter Francesca. Vid ankomsten ser han kocken, den attraktiva Zaira, som han som ung pojke brukade titta på, ha sex. Carlo får även upp ögonen för Doris, en ung och bystig änka som han inte har sett sedan hon var barn. Carlo börjar genast uppvakta och förföra henne. 

## Rollista
Källa:
- Michele Placido: Milo
- Simonetta Stefanelli: Doris
- Jenny Tamburi: Francesca
- Juliette Mayniel: Piera
- Renzo Montagnani: Carlo
- Gastone Pescucci: Dr. Armando
- Laura De Marchi: Vincenza
- Corrado Olmi: Don Erminio
- Edy Williams: Zaira